# Humedal del Río Máximo
El Humedal del Río Máximo es un extenso ecosistema pantanoso que está localizado en la Provincia de Camagüey, en Cuba central. En la desembocadura de este río, que forma un delta arenoso, es un importante refugio de fauna y ha sido declarado Sitio Ramsar, por la Unesco.
Es un ecosistema marino-costero extremadamente frágil en curso de salinización. Este humedal está situado en la desembocadura de los ríos Máximo y Camagüey y comprende varios cayos de las aguas poco profundas de los alrededores. 
El lugar es el mayor sitio de anidación de flamencos (Phoenicopterus ruber) de todo el Mar Caribe y las Antillas y, además, refugio de otras aves migratorias de América del Norte, Central y del Sur. 
Habitan en él grandes poblaciones de cocodrilos americano (Crocodylus acutus) y manatíes antillanos (Trichechus manatus), ambas especies vulnerables. 
Los tipos de vegetación que predominan en la zona son los bosques de manglares monopredominantes y mixtos, los bosques perennes microfílicos y pantanosos y los bosques perennes de Conocarpus erectrus y especies de buceras.
Esta zona de Camagüey tiene las condiciones ideales para la multiplicación de los flamencos. Las tres amenazas fundamentales a que enfrentan en el mundo -la industria salinera, el turismo y los aeropuertos-, no aparecen en este punto de la costa norte. Que el sitio esté rodeado de cayos y otros emplazamientos que sí tienen esas características, acrecienta las bondades del delta.

## Los Cangilones
El Río Máximo, surca una zona de rocas calizas en extremo cristalizadas y cubiertas por un profundo suelo aluvial, ha creado un manto de rocas calizas subyacentes, creando un bello cauce que por más de 350 metros constituye una piscina natural , la cual fuera declarada Monumento Nacional: "Los Cangilones del Río Máximo".
Durante un tiempo las aguas del Río Máximo sufrieron una severa contaminación causada por desechos de una estación de alevinaje de la acuicultura, los cuales también dañaron a Los Cangilones. En la actualidad existe un plan de rehabilitación de esa zona tan importante ha incluido acciones como la limpieza del cauce, la reapertura de los baños y del centro turístico cercano.
Se construyó además un canal de desvío que impide el tránsito por la piscina natural de las sustancias nocivas a la salud y al ecosistema, que luego de ser degradadas se vierten río abajo.